# Aconitasa
La aconitasa (ACO) o aconitato hidratasa (EC 4.2.1.3) es una enzima que cataliza la isomerización estereoespecífica de citrato a isocitrato a través de cis-aconitato en el ciclo de Krebs. En los humanos, encontramos la aconitasa citosólica (ACO1) y la aconitasa mitocondrial (ACO2); estas dos proteínas son isoenzimas. Ambas variantes son proteínas multifunción (en inglés, "moonlightning proteins"), es decir, proteínas formadas por una única cadena polipeptídica que tienen más de una función.

## Biosíntesis
El gen humano de la Aconitasa 1 se encuentra en el cromosoma 9, tiene una longitud de entre 66.217 y 70.150 pares de bases y la región codificante es de 44.605 pares de bases, un total de 20 exones. El mRna correspondiente tiene una longitud cercana a las 3.500 bases y mediante el proceso de traducción y las modificaciones postraduccionales se obtiene una proteína de 889 aminoácidos.
En el caso de la Aconitasa 2 humana, el gen correspondiente se encuentra en el cromosoma 22 y se extiende aproximadamente sobre 59.860 pares de bases y 18 exones y la región codificante es de 59.467 pares de bases, un total de 18 exones. La proteína resultante está formada por 753 aminoácidos.

## Estructura
La aconitasa es una enzima que pertenece a las proteínas ferrosulfuradas. La estructura secundaria está constituida por hélices alfa alternadas con láminas beta y, por lo que a la estructura terciaria refiere, la aconitasa es una proteína globular. No dispone de estructura cuaternaria ya que solo tiene una subunidad.
Su estructura está dividida en 4 dominios globulares presentados con el siguiente orden: 4, 1, 2 y 3. Entre los dominios 3 y 4 hay un linker joining (estructura proteica) que varía dependiendo de la conformación funcional. En la aconitasa citosólica es más largo y estructurado (593 a 654) que en la mitocondrial (513 a 536). El sitio activo está formado por 21 aminoácidos de los cuatro dominios. Las cadenas laterales son polares y forman enlaces de hidrógeno con el sustrato, lo que contribuye al gran tamaño de la proteína. Los dominios del 1 al 3 están muy compactados, a diferencia del cuarto que es mucho más flexible. Existe un plegamiento que difiere en ambos tipos en el dominio 1 para la región N-terminal, residuos del 1 al 33. Las inserciones en diferentes dominios provoca que las estructuras tridimensionales de las dos isoenzimas (citosólica y metabólica) sean distintas.
Cuando la proteína cataliza la isomerización del citrato a D-isocitrato, si está inactiva, contiene un grupo [3Fe-4S] en el sitio activo, mientras que, para que la aconitasa esté activa y realice esta función, se debe ligar un átomo más de hierro, creando un grupo [4Fe-4S]2+. En cambio, cuando la proteína desempeña funciones relacionadas con el ARN mensajero, no presenta ninguno de los dos grupos mencionados. La pérdida del grupo formado por átomos de hierro y azufre provoca un cambio en la conformación, resultando en un sitio activo con una mayor abertura, permitiéndole así tener un sustrato diferente.

## Clasificación

### Aconitasa citosólica
La cAcn interconvierte el citrato e 2 en el citoplasma, lo cual permite equilibrar la cantidad de NADPH obtenido por la deshidratación de isocitrato y la cantidad de acetil-coA generado a partir de citrato. Estos dos productos son necesarios para la síntesis de ácidos grasos y numerosos procesos metabólicos, como la glucólisis o la gluconeogénesis.
A su vez, la actividad enzimática del cAcn parece contribuir en la defensa celular contra el estrés oxidativo al proporcionar una fuente de isocitrato para la producción de NADPH. Glutatión reductasa utiliza el NADPH para regenerar glutatión tras ser oxidada por glutatión peroxidasa, lo cual permite retirar el peróxido creado por el estrés oxidativo.
Contiene un clúster de hierro-azufre [4Fe-4S] con el que la aconitasa adopta una conformación cerrada alrededor del centro activo que le permite enlazarse con el citrato y catalizar la conversión a isocitrato. Sin embargo, la aconitasa solo tiene actividad catalítica cuando las concentraciones de hierro son altas (en niveles normales). Si las concentraciones de hierro bajan demasiado, entonces la cAcn pierde el [4Fe-4S] -clúster y su actividad enzimática, y asume un nuevo papel en la regulación de los niveles de hierro dentro de la célula. De este modo, se obtiene la proteína IRP-1, con la capacidad de unirse a secuencias específicas no codificantes del mRNA, relacionada con la captación, el almacenamiento y la utilización de hierro, y conocidas como elementos de respuesta de hierro (Iron-responsive element (IRE)). Una vez vinculado a estas secuencias, el IRP-1 ejerce una regulación postranscripcional, ya sea promoviendo o impidiendo su traducción. Estos sitios de unión generalmente coinciden con los sitios de unión al clúster de hierro y azufre.La fuerte interacción asegura la homeostasis de hierro en células mamíferas ante una escasez de hierro.
La cAc en mamíferos ha desarrollado una función secundaria como inhibidor de esos mRNA que transportan elementos de respuesta o reguladores de hierro (IRE).
Otra proteína reguladora del hierro, el IRP2, carece de actividad enzimática como aconitasa, pero es el principal regulador metabólico del hierro, uniéndose a los mismos ARNm que el IRP-1. Por el contrario, el IRP1 actúa predominantemente como aconitasa, cambiando a IRP1 en niveles altos de oxígeno, posiblemente en condiciones de infección o inflamación, donde la producción de especies reactivas de oxígeno y óxido nítrico podría desestabilizar el cúmulo del clúster hierro-azufre.

### Aconitasa mitocondrial

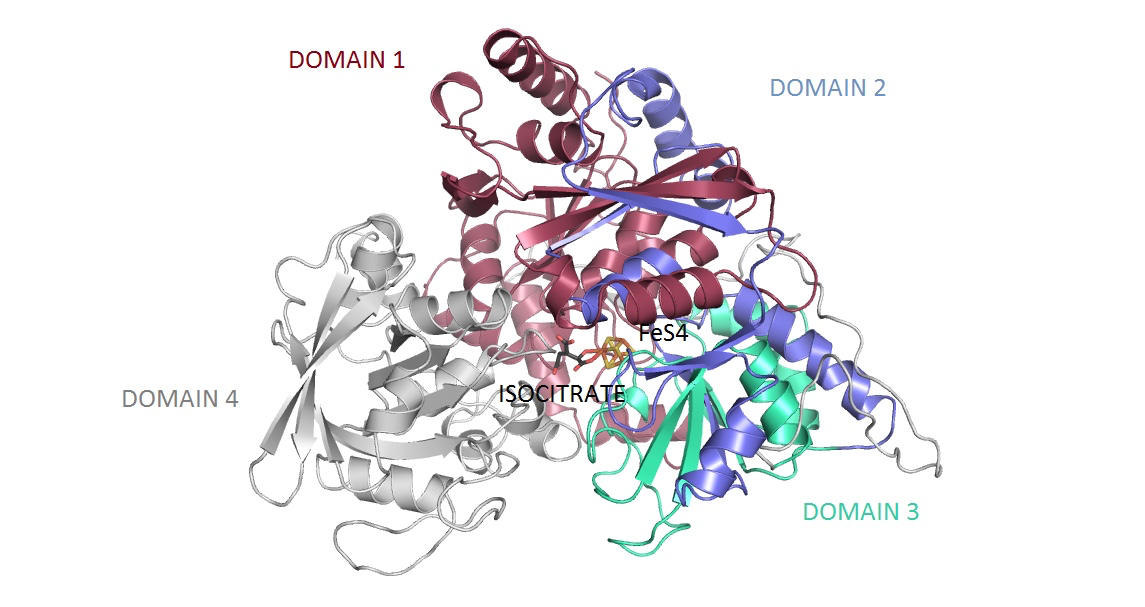
Ilustración de aconitasa mitocondrial ACO2 (cerdo) con isocitrato como complejo y FeS4 como grupo, ambos ilustrado en esferas. Estructura secundaria coloreada por dominio.

La mAcn juega un papel fundamental en el metabolismo de los carbohidratos, pues cataliza el segundo paso del ciclo de Krebs para producir isocitrato a partir de citrato. También cumple una función estructural y reguladora en el mantenimiento del ADN mitocondrial (mtDNA): actúa en la estabilización del mtDNA, formando parte de los complejos proteicos de este, conocidos como nucloides. El mtDNA modela los nucloides para influir directamente en la expresión genética mitocondrial ante cambios en el entorno celular.
Estas dos funciones están vinculadas. La función en el ciclo de Krebs es proporcionar electrones de alta energía en forma de NADH y FADH2 a la vía de fosforilación oxidativa mitocondrial, mientras que el mtDNA codifica componentes de la vía de fosforilación oxidativa. Como tal, mAcn podría actuar como un regulador metabólico para acoplar el metabolismo energético con la expresión del gen mitocondrial.
Es una proteína muy conservada y presenta una gran homología entre mamíferos. Además es susceptible a la acetilación no enzimática por metabolitos como el acetil-CoA, por lo que funcionaría como sensor de la disponibilidad de nutrientes.
A pesar de presentar numerosas similitudes estructurales con la aconitasa citosólica, los dominios poseen una configuración diferente. En el dominio 1, se observa un plegamiento diferente para la región N-terminal (residuos del 1 al 33) al comparar las dos proteínas y, a su vez,el linker joining en la aconitasa citosólica (593 a 654) es más largo que en la mitocondrial (513 a 536), y además se encuentra más estructurado. Además, cuando se compara con la aconitasa mitocondrial, en la aconitasa citosólica aparecen inserciones en diferentes dominios: tres en el dominio 1, dos en el dominio 3 y una en el dominio 4 otra más es. Por lo tanto, las estructuras tridimensionales de estas dos isoenzimas son significativamente distintas.

### Aconitasa bacteriana
Al igual que la mAcn, la aconitasa bacteria (AcnB) es una enzima principal en el ciclo de Krebs que posee una función secundaria. En la bacteria Escherichia coli, se demostró que la AcnB es un regulador de la expresión genética. En Salmonella enterica, la AcnB inicia un proceso regulador para controlar la biosíntesis de flagelos mediante una interacción del ftsH transcript, un factor sigma alternativo de la RNA polimerasa.
Esta unión disminuye la concentración intracelular de ftsH proteasa y, consecuentemente, aumenta la cantidad del factor sigma 32 de la RNA polimerasa, el cual en la mayoría de los casos es degradado por la ftsH proteasa. Dicho factor aumenta la síntesis del chaperón Dnak, lo cual fomenta la síntesis de la proteína flagelar FliC.
Asimismo regula la síntesis de otras proteínas , como el superóxido dismutasa (SodA) y otras enzimas involucradas en el estrés oxidativo. Tiene una estructura de dominio diferente a la de cAcn o mAcn, y difiere de otras aconitasas al contener un dominio similar a HEAT. Se cree que los dominios de tipo HEAT están involucrados en las interacciones proteína-proteína. La región N-terminal, que contiene tanto el dominio tipo HEAT como el dominio "giratorio", son responsables de la dimerización y la unión de AcnB al ARNm.
Un mecanismo de dimerización mediado por hierro puede ser responsable de cambiar AcnB entre sus funciones catalíticas y reguladoras, ya que la dimerización requiere hierro, mientras que la unión del ARNm es inhibida por el hierro.
Escherichia coli también posee aconitasa A (AcnA), que es una enzima inducida por el estrés sintetizada durante la fase estacionaria de crecimiento. La AcnA es similar en la conformación de dominios a la mAcn eucariota.

## Función

### Centro activo de la enzima

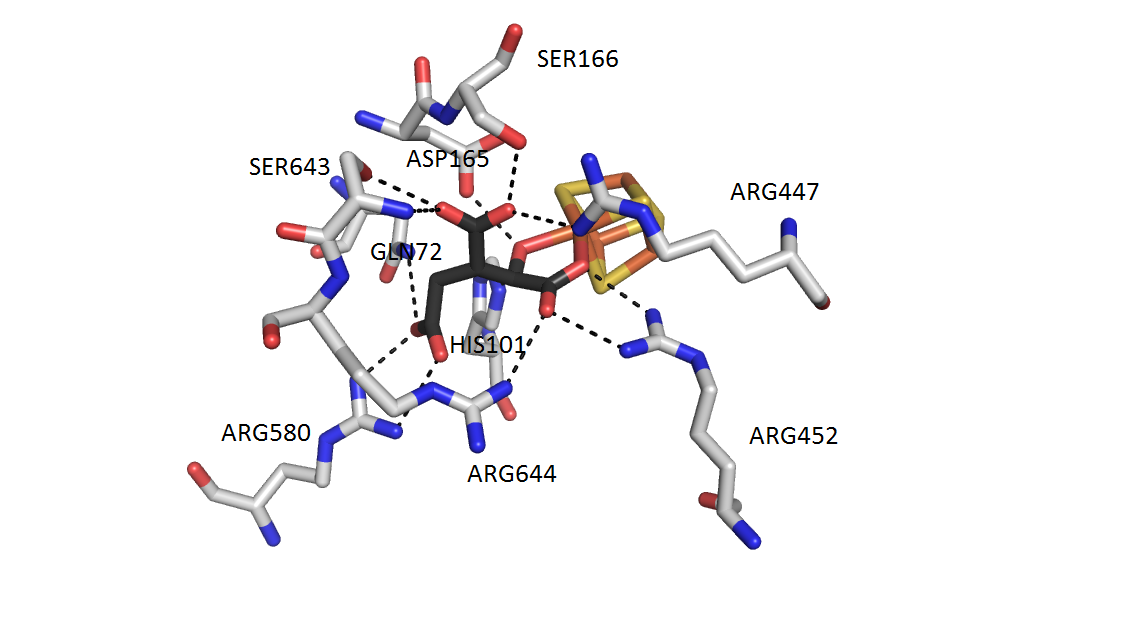
Ilustración del centro activo de aconitasa (PDB 7ACN) con isocitrato como ligando (las interacciones con los puentes de hidrógeno se marcan en línea de puntos).

Al contrario que la mayoría de las proteínas hierro-azufre, que funcionan como transportadores de electrones, el centro hierro-azufre de la aconitasa reacciona directamente con el sustrato de una enzima. La aconitasa tiene un centro activo [Fe4S4]2+, que puede convertirse a una forma inactiva [Fe3S4]+. Estabiliza el sustrato por medio de interacciones electroestáticas, colocándolo en la posición correcta para interactuar con los residuos catalíticos, y se garantiza el anclaje del sustrato a la enzima por la presencia de aminoácidos como la serina (Ser), arginina (Arg), histidina (His) o ácido aspártico (Asp). Se ha demostrado que tres residuos de cisteína (Cys) son ligandos del centro [Fe4S4]: Cys437, Cys503 y Cys506. Por tanto, en el centro activo del enzima existen aminoácidos responsables de la unión y el anclaje del sustrato al enzima, a lo que también contribuye el centro ferro-sulfurado, y, por otro lado, tenemos aminoácidos encargados de llevar a cabo la catálisis propiamente dicha. La conformación cerrada que adopta la aconitasa con el clúster de [Fe4S4] lo que ocasiona es una restricción de accesibilidad a este clúster. Se cree que el acceso a este centro activo es a través de un movimiento del dominio 4 de la proteína con respecto al resto de dominios (tal y como ocurre en la aconitasa mitocondrial).
Los residuos que forman el centro activo son conservados entre especies de animales, plantas, bacterias y levaduras. En las bacterias, la aconitasa se une al ARN viral, estabilizándolo y promoviendo la traducción de proteínas virales, mientras que en las levaduras es importante para el mantenimiento y asociación del ADN mitocondrial mediante la formación de nucleoides.
La Ser642 es capaz de aceptar el protón que cede el sustrato actuando como base, gracias al entorno químico en que se encuentra. Por otro lado, la His101actúa como un ácido, donando su protón para la reacción. En estado activo, los lábiles iones de hierro del centro [Fe4S4] no están coordinados por Cys, sino por moléculas de agua.
Son homólogos de la aconitasa la proteína que une el elemento regulador de hierro (IRE-BP) y la 3-isopropilmalato deshidratasa (α-isopropilmalato isomerasa, una enzima que cataliza el segundo paso de la biosíntesis de leucina). Los elementos de respuesta o reguladores de hierro (IRES) constituyen una familia de secuencias de 28 nucleótidos, no codificantes, que forman estructuras de tallo y bucle que regulan el almacenamiento de hierro, la síntesis de hemo y la absorción de hierro.
La aconitasa es inhibida competitivamente por fluoracetato, razón por la que este es venenoso. Así pues, el fluoracetato en forma de fluoracetil-CoA reacciona con el oxalacetato, por un proceso de condensación, y produce fluorcitrato, el cual la aconitasa no lo reconoce y se paraliza el ciclo. Este proceso inhibe la fosforilación oxidativa, porque no se forman equivalentes reducidos y, como consecuencia, la ATP-sintasa se inactiva, por lo que no se producirá ATP. El tiempo de latencia entre la acción tóxica y las manifestaciones clínicas es de entre media hora a dos horas. Posteriormente, se acumula el citrato al no poder ser utilizado como sustrato y produce una disminución del calcio. El centro hierro-azufre es muy sensible a la oxidación por superóxido. También es inhibida por el trans-Aconitato y es sensible al peroxinitrio y al radical carbonato.

### Mecanismo de reacción en el Ciclo de Krebs

Esquema del Ciclo de Krebs (o ciclo del ácido cítrico), en el que se puede apreciar la función de la aconitasa mitocondrial (ACO2), que consiste en catalizar la isomerización de citrato a isocitrato a través de cis-aconitato.

La enzima hidratasa del ácido aconítico (aconitasa) tiene la función de catalizar la reacción de isomerización de citrato en su isómero constitucional (isocitrato) durante el Ciclo de Krebs. Esta reacción es unidireccional a causa de la ley de acción de masa, ya que las concentraciones son 91% de citrato, 3% de cis-aconitato y 6% de isocitrato, en condiciones estándar (pH=7,4 y 25 °C). La reacción tiene una energía libre de Gibbs estándar positiva (6,3kJ/mol), aunque el consumo acelerado de isocitrato, mantiene la energía libre casi en cero en condiciones intracelulares. La aconitasa produce una forma isomérica de las cuatro disponibles del citrato, el 2R,3S-isocitrato. El citrato tiene un grupo hidróxido que no es fácilmente oxidable, en cambio el isocitrato tiene un grupo hidróxido secundario que sí es fácilmente oxidable.
El mecanismo de reacción se puede dividir en tres fases: una de deshidratación, una de rotación y otra de rehidratación. 

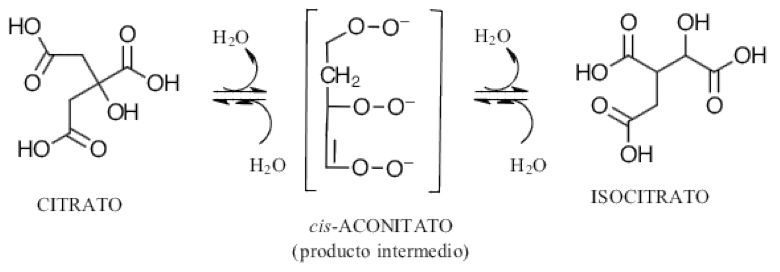
Catalización de la isomerización de la aconitasa del citrato a isocitrato con su producto intermedio (cis-aconitato).

En la deshidratación (eliminación), el grupo OH unido al centro Fe-S es protonado y removido formando el cis-aconitato como producto intermedio. Estrictamente, se forma a partir de la His101 que cede un H+ que formará H2O con un OH- del carbono-3 del sustrato y de la Ser642 que recibirá un H+ del carbono-2 del sustrato, captándolo en su cadena lateral. Se forma un doble enlace entre el carbono 2 y el carbono 3 formando cis-aconitato como producto intermedio.
Para la rehidratación es necesario que la molécula rote 180 grados para cambiar su "modo", del modo citrato al modo isocitrato. Esto sucede mediante otra molécula de cis-aconitato, que desplaza la unida.
Finalmente, en la rehidratacicon (adición), el grupo hidroxilo se une al átomo de carbono adyacente, debido a que la His101 capta un H+ de la molécula de H2O, que se ha generado al iniciar la reacción, el OH- se vuelve a unir al sustrato en un lugar diferente, y la Ser642 devuelve al sustrato el H+, formando isocitrato. La isomerización reversible que realiza esta enzima por medio de reacciones de deshidratación e hidratación permite clasificarla en el grupo de las liasas.

### Homeostasis del hierro y otras funciones
También participan regulando la traducción de ciertos ARNm. La proteína reguladora específica, el IRP1, se une a IREs en las regiones 5' y 3', pero solo cuando la aconitasa carece del grupo hierro-azufre. La expresión de IRP1 en los cultivos celulares ha revelado que la proteína funciona tanto como una aconitasa activa, cuando las células están repletas de hierro, o como una proteína activa de unión a ARN, cuando las células carecen de hierro.
Principalmente, esta proteína regula la traducción del ARNm del receptor de transferrina y, en menor medida, de la ferritina actuando de dos modos distintos: evitando la formación de los ribosomas alrededor del ARNm de la ferritina y evitando la degradación del ARNm del receptor de transferrina. De este modo, cuando hay niveles demasiado bajos de hierro, la proteína se une a estos ARNm, evitando su degradación, y permitiendo que una mayor cantidad de receptores de transferrina se sinteticen en los ribosomas, aumentando la concentración de hierro en el interior de la célula. Cuando las concentraciones de hierro aumentan, la unión de la IRP1 a los IREs del ARNm de la ferritina se debilita, permitiendo que la homeostasis del hierro se mantenga.
Las IRP1 mutantes, en donde todos, o alguno de los tres residuos de cisteína que participan en la formación de Fe-S, se sustituyen por serina, la aconitasa pierde su actividad, pero conserva sus propiedades de unión a ARN.
Otra función relevante se le atribuye a la enzima 3-isopropilmalato deshidratasa, perteneciente a la familia de la aconitasa que cataliza la segunda reacción de la biosíntesis del aminoácido esencial leucina, tratándose de una isomerización de 2-isopropilmalato a 3-isopropilmalato, a través de la deshidratación. Además, la actividad enzimática del cAcn parece contribuir en la defensa celular contra el estrés oxidativo al proporcionar una fuente de isocitrato para la producción de NADPH.

## Moonlighting proteins: la estructura de la aconitasa y el IRP-1
La aconitasa, que cataliza la reacción de isomerización del citrato a isocitrato, y el IRP-1 (Iron Regulatory Protein-1), que regula el metabolismo del hierro uniéndose a distintos mRNA según las concentraciones de este metal, provocando cambios en su almacenamiento y liberación, son dos proteínas que presentan la misma cadena polipeptídica. Por lo tanto, al ser dos formas prácticamente idénticas de la misma proteína y al participar en dos procesos metábolicos distintos, se denominan "moonlighting proteins". No obstante, cabe destacar que la única que puede actuar como IRP-1 es la aconitasa citosólica, y no la mitocondrial.
Por lo que a la estructura se refiere, el IRP1 muestra una conformación 25 Å más abierta que la de la aconitasa citosólica (c-aconitasa). A su vez, la estructura cristalizada de la c-aconitasa se muestra más compacta, donde los residuos implicados en la función de la proteína como IRP1 son inaccesibles. Por tanto, los accesos de la proteína son diferentes para cada conformación basándose en la unión de sus respectivos ligandos. La proteína ejerce su función como aconitasa con la unión a un centro ferro-sulfurado [4Fe-4S]. Esta unión es principalmente lo que provoca las diferencias funcionales entre ambas proteínas, puesto que impide la unión del enzima al RNA, evitando así la función del IRP1.
En cuanto a los cambios conformacionales, los más importantes son los que afectan a los dominios 3 y 4 de la proteína.
El dominio 4 sufre una rotación de 32.º y una traslación de unos 14 Å. Esto elimina las interacciones entre los dominios 3 y 4, producidas en la aconitasa, y favorece la formación de nuevas interacciones en los dos sitios de unión al RNA presentes en el IRP1.
Asimismo, puesto que hay una interacción entre el dominio 4 y el dominio 1 por medio de uniones hidrofóbicas, los residuos 90 a 170 del dominio 1 se mueven junto con el dominio 4 durante estos cambios conformacionales. Por otro lado, el dominio 3 sufre una rotación de 52° y una traslación de aproximadamente 13 Å.
Un cambio conformacional en el linker joining entre los dominios 3 y 4 es fundamental para su reposicionamiento respecto al núcleo proteico formado por los dominios 1 y 2. En la c-aconitasa, los residuos 593 a 614 en esta zona comprenden dos hélices α (21 y 22) separadas por un residuo de prolina. En el caso de IRP1, se forma una única hélice α que implica también los residuos 593 a 614.

## Enfermedades relacionadas
El déficit de aconitasa en el organismo, junto con una disminución de los niveles de succinato deshidrogenasa, en los músculos esqueléticos provoca una miopatía. Las alteraciones en la cantidad de aconitasa de los individuos pueden tener varios efectos según la actividad física realizada, como acidosis láctica, debilidad muscular o disnea, en casos moderados, o parálisis muscular, debido al aumento de piruvato y lactato, cuando el ejercicio es intenso. La miopatía provoca una baja tolerancia al ejercicio físico, lo que conduce a una disminución de la capacidad oxidativa, una extracción de oxígeno baja a nivel muscular y una circulación sanguínea hipercinética.
Recientemente, se han descubierto variantes de la aconitasa que provocan el síndrome de degeneración cerebelo-retinal infantil, caracterizado por varios síntomas neurológicos y musculares.
Actualmente, se realizan análisis moleculares para detallar la relación entre una disminución de aconitasa y el gen ISCU y biopsias de músculo esquelético para identificar un déficit de dicha proteína. De esta manera, se ha demostrado que el gen es importante en la actividad de las proteínas mitocondriales, como la aconitasa, por el ensamblaje del grupo 4Fe-4S. Existen otros genes relacionados con este grupo que afectan a la cadena respiratoria mitocondrial, por ejemplo el gen IBA57 o el gen LYRM4, las mutaciones de los cuales provocan un defecto en la biogénesis de los clústeres hierro-azufre.
El cáncer de próstata se relaciona también con la enzima aconitasa. Una disminución en la concentración de esta proteína causa disuria, dificultad para iniciar o detener el flujo de orina y goteo, dolor al eyacular y hematuria. Este tipo de cáncer y la hiperplasia benigna de próstata (HBP) también se han vinculado con la acumulación de zinc (Zn), ya que regula los niveles de citrato en este órgano. La alteración se produce cuando se eleva la cantidad de este elemento en las mitocondrias, lo que inhibe la actividad de la aconitasa mitocondrial. Este hecho detiene la oxidación de los citratos, anulando el ciclo de Krebs y reduciendo la producción de ATP.
El cuerpo humano debe mantener los niveles de aconitasa estrictamente regulados para evitar ciertas patologías. En ocasiones, es la propia enfermedad la que deteriora la actividad enzimática de la proteína. Ésta se inactiva o funciona inadecuadamente cuando el individuo presenta diabetes tipo I, ya que la aconitasa es muy vulnerable al estrés nitrosativo y oxidativo, causado por los radicales libres después de una hiperglucemia. De modo que el exceso de glucosa en sangre inactiva la enzima, por lo que se usa habitualmente como marcador de daño neurodegenerativo.